# Campeonato Mundial de Ginástica Artística de 1991
O XXVI Campeonato Mundial de Ginástica Artística transcorreu entre os dias 6 e 15 de setembro de 1991, na cidade de Indianápolis, Estados Unidos.

## Eventos
- Equipes masculinas
- Individual geral masculino
- Solo masculino
- Barra fixa
- Barras paralelas
- Cavalo com alças
- Argolas
- Salto sobre a mesa masculino
- Equipes femininas
- Individual geral feminino
- Trave
- Solo feminino
- Barras assimétricas
- Salto sobre a mesa feminino

## Medalhistas
Masculino
| Evento           | Ouro | Prata                                                                                          | Bronze |
| Equipes          | Vitaly Scherbo · Grigory Misutin · Valeri Liukin · Igor Korobchinsky · Valery Belenky · Alexei Voropaev · União Soviética · (587,850) | Li Jing · Li Chunyang · Huang Huadong · Guo Linyao · Li Xiaoshuang · Li Ge · China · (387,700) | Sylvio Kroll · Andreas Wecker · Ralf Buchner · Mario Franke · Jan-Peter Nikiferow · Andre Hempel · Alemanha · (381,150) |
| Individual geral | Grigory Misutin · União Soviética · (59,050)                                                                                          | Vitaly Scherbo · União Soviética · (58,950)                                                    | Valeri Liukin · União Soviética · (58,500)                                                                              |
| Salto            | Ok-Ryul Yoo Coreia do Sul (9,700) | Vitaly Scherbo · União Soviética · (9,699)                                                     | Yutaka Aihara · Japão · (9,631)                                                                                         |
| Solo             | Igor Korobchinsky · União Soviética · (9,875)                                                                                         | Vitaly Scherbo · União Soviética · (9,800)                                                     | Daisuke Nishikawa · Japão · (9,787)                                                                                     |
| Cavalo com alças | Valery Belenky · União Soviética · (9,912)                                                                                            | Guo Linyao · China · (9,887)                                                                   | Li Jing · China · (9,875)                                                                                               |
| Barras paralelas | Li Jing · China · Igor Korobchinsky · União Soviética · (9,825)                                                                       | nenhum                                                                                         | Linyao Guo · China · (9,812)                                                                                            |
| Argolas          | Grigory Misutin · União Soviética · (9,875)                                                                                           | Andreas Wecker · Alemanha · (9,862)                                                            | Juri Chechi · Itália · (9,837)                                                                                          |
| Barra fixa       | Ralf Buechner · Alemanha · Li Chunyang · China · (9,787)                                                                              | nenhum                                                                                         | Vitaly Scherbo · União Soviética · (9,775)                                                                              |

Feminino
| Evento              | Ouro | Prata | Bronze |
| Equipes             | Svetlana Boginskaya · Tatiana Gutsu · Tatiana Lysenko · Oksana Chusovitina · Rozalia Galiyeva · Natalia Kalinina · União Soviética · (396,055) | Shannon Miller · Kim Zmeskal · Betty Okino · Kerri Strug · Michelle Campi · Hilary Grivich · Estados Unidos · (394,116) | Cristina Bontaş · Mirela Pasca · Lavinia Miloşovici · Vanda Hădărean · Maria Neculiţă · Eugenia Popa · Roménia · (393,841) |
| Individual geral    | Kim Zmeskal · Estados Unidos · (39,848) | Svetlana Boginskaya · União Soviética · (39,736)                                                                        | Cristina Bontaş · Roménia · (39,711)                                                                                       |
| Salto               | Lavinia Miloşovici · Roménia · (9,949) | Henrietta Onodi · Hungria · Oksana Chusovitina · União Soviética · (9,918)                                              | nenhum |
| Solo                | Oksana Chusovitina · União Soviética · Cristina Bontaş · Roménia · (9,962)                                                                     | nenhum | Kim Zmeskal · Estados Unidos · (9,950)                                                                                     |
| Trave               | Svetlana Boginskaya · União Soviética · (9,962)                                                                                                | Tatiana Gutsu · União Soviética · (9,950)                                                                               | Betty Okino · Estados Unidos · Lavinia Miloşovici · Roménia · (9,900)                                                      |
| Barras assimétricas | Kim Gwang Suk · Coreia do Norte · (10,000) | Shannon Miller · Estados Unidos · Tatiana Gutsu · União Soviética · (9,950)                                             | nenhum |

## Quadro de medalhas
| Ordem | País            | Medalha de ouro | Medalha de prata | Medalha de bronze |    |
| ----- | --------------- | --------------- | ---------------- | ----------------- | -- |
| 1     | União Soviética | 8               | 8                | 2                 | 18 |
| 2     | China           | 2               | 2                | 2                 | 6  |
| 3     | Roménia         | 2               |                  | 3                 | 5  |
| 4     | Estados Unidos  | 1               | 2                | 2                 | 5  |
| 5     | Alemanha        | 1               | 1                | 1                 | 3  |
| 6     | Coreia do Norte | 1               |                  |                   | 1  |
| 6     | Coreia do Sul   | 1               |                  |                   | 1  |
| 8     | Hungria         |                 | 1                |                   | 1  |
| 9     | Japão           |                 |                  | 2                 | 2  |
| 10    | Itália          |                 |                  | 1                 | 1  |
| TOTAL | TOTAL           | 16              | 14               | 13                | 43 |